# Boulevard Sérurier
Le boulevard Sérurier est un boulevard du 19e arrondissement de Paris. C'est un élément de la ceinture de boulevards extérieurs dits « boulevards des Maréchaux ».

## Situation et accès
Prolongeant le boulevard Mortier depuis la porte des Lilas (au débouché de la rue de Belleville, de l'avenue de la Porte-des-Lilas et de l'avenue Gambetta), le boulevard Sérurier passe successivement par les portes du Pré-Saint-Gervais, Brunet, Chaumont et de Pantin, avant de laisser place au boulevard Macdonald à hauteur du franchissement du canal de l'Ourcq. Il a une longueur de 2 550 mètres pour une largeur variant de 15 à 40 mètres selon les tronçons.

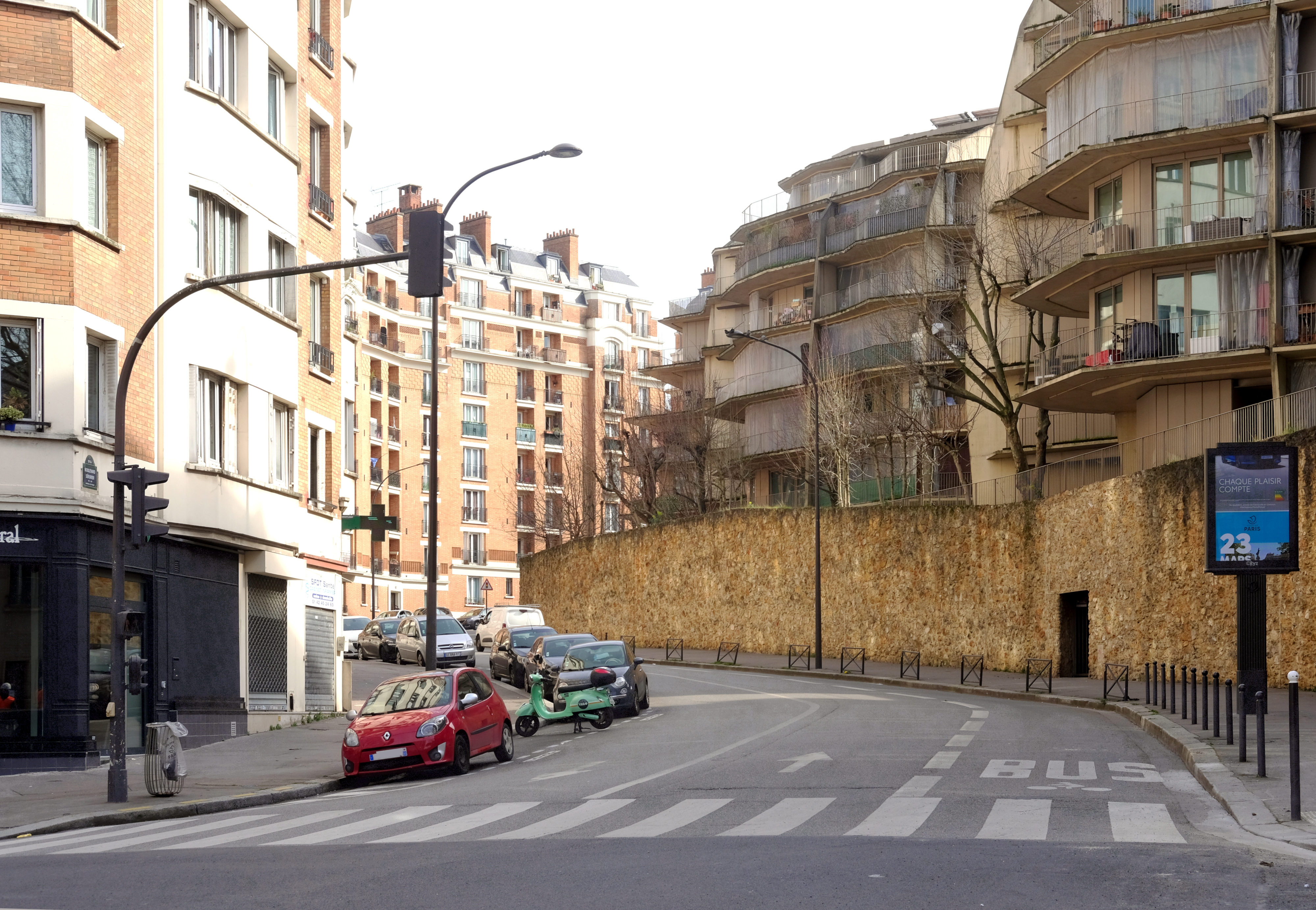
Le boulevard vu depuis la rue du Général-Brunet, en direction du Pré-Saint-Gervais.
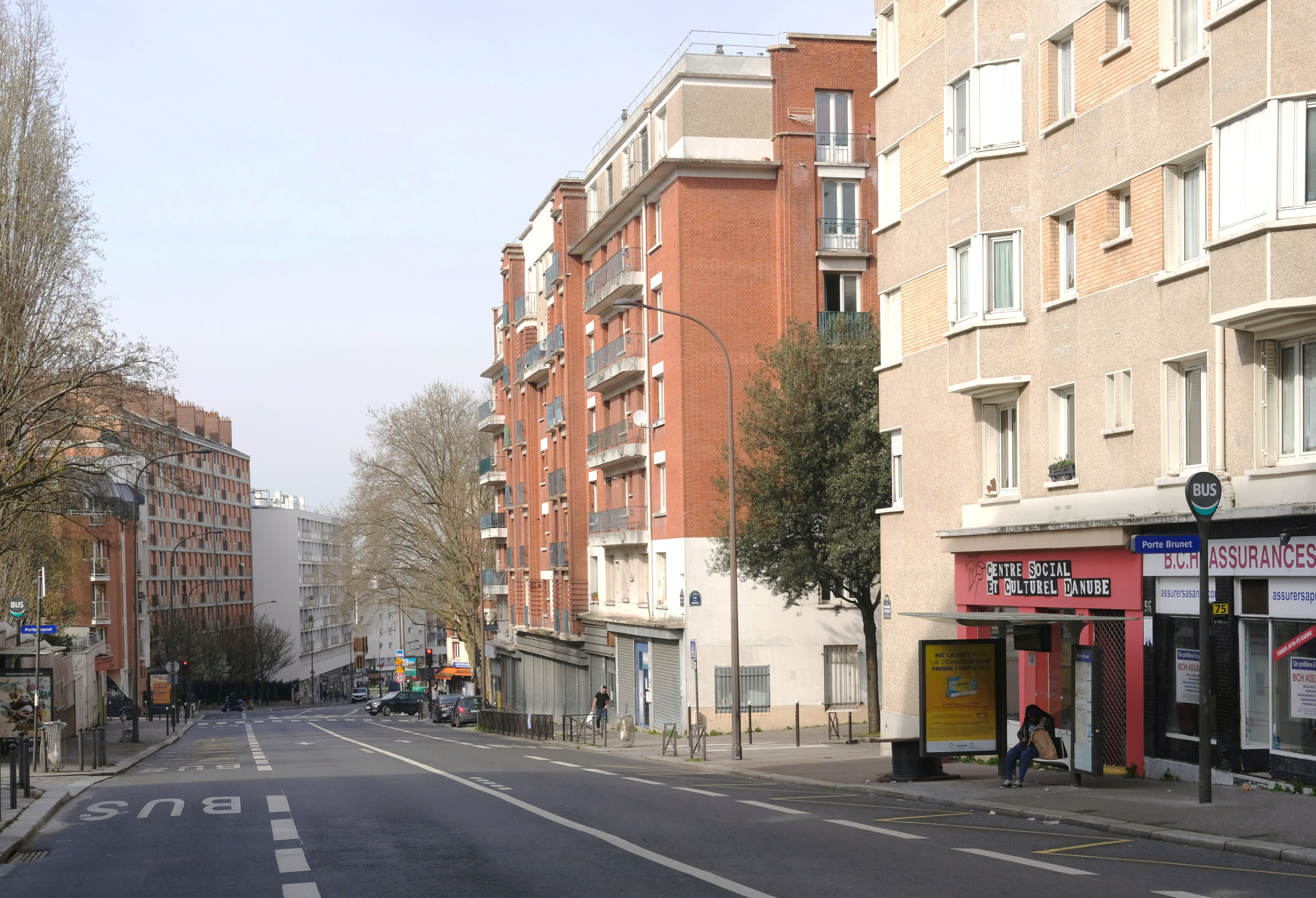
Le boulevard vu depuis l'avenue de la Porte-Brunet, en direction de l'avenue de la Porte-Chaumont.

Son tracé sinueux est assez atypique pour un des boulevards des Maréchaux. En effet, au niveau de la porte de Pantin, il est doublé par des tunnels routiers passant sous le boulevard périphérique, établi en viaduc et en remblai à cet endroit, afin de faciliter le franchissement de la porte précitée pour les automobilistes. Le boulevard s'éloigne ensuite vers le centre de Paris, tandis que la voie principale de circulation en continuité avec les boulevards des Maréchaux est assurée par le boulevard d'Indochine, puis le boulevard d'Algérie, suivant de plus près les limites de Paris. Les deux itinéraires se rejoignent face à l'hôpital Robert-Debré, au niveau de la porte du Pré-Saint-Gervais, où le boulevard Sérurier redevient la voie principale de circulation jusqu'à son débouché sur la porte des Lilas. Il pourrait s'agir d'un vestige d'une voie de bus sur le boulevard d'Algérie qui était en sens unique hors bus Petite Ceinture, contraignant le trafic en direction du nord à poursuivre sur le boulevard Sérurier sur toute sa longueur. Ce tracé curieux le rend difficile à suivre, aussi bien sur une carte que sur le terrain.
Après avoir été desservi par la ligne de bus de Petite Ceinture, le boulevard Sérurier est désormais accessible par la ligne 3b du tramway d'Île-de-France ainsi que par les lignes de métro 5 à la station Porte de Pantin, 7 bis à Pré-Saint-Gervais et 3 bis et 11 à Porte des Lilas.

## Origine du nom

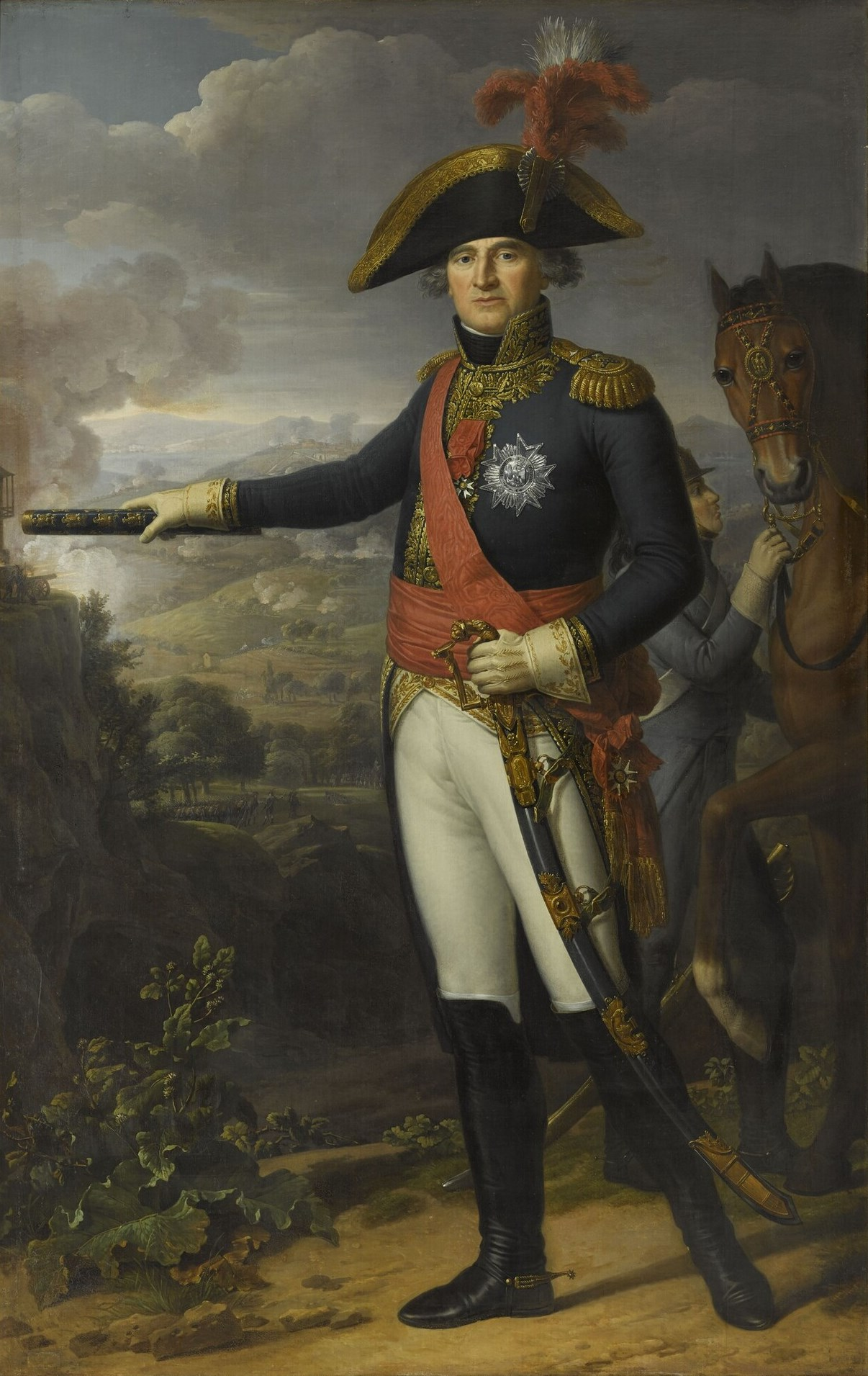
Jean Mathieu Philibert Sérurier.

Il a reçu son nom du comte Jean Mathieu Philibert Sérurier (1742-1819), maréchal de France.

## Historique
En 1859, le génie militaire cède, sous conditions, la jouissance de la rue à la ville de Paris.
Le boulevard Sérurier fait partie de la ceinture de boulevards créée à partir de 1861 le long de l'enceinte de Thiers, à la place la rue Militaire.
Il prend son nom actuel en 1864.
Le 13 avril 1918, durant la première Guerre mondiale, un obus lancé par la Grosse Bertha explose au no 141 boulevard Sérurier.

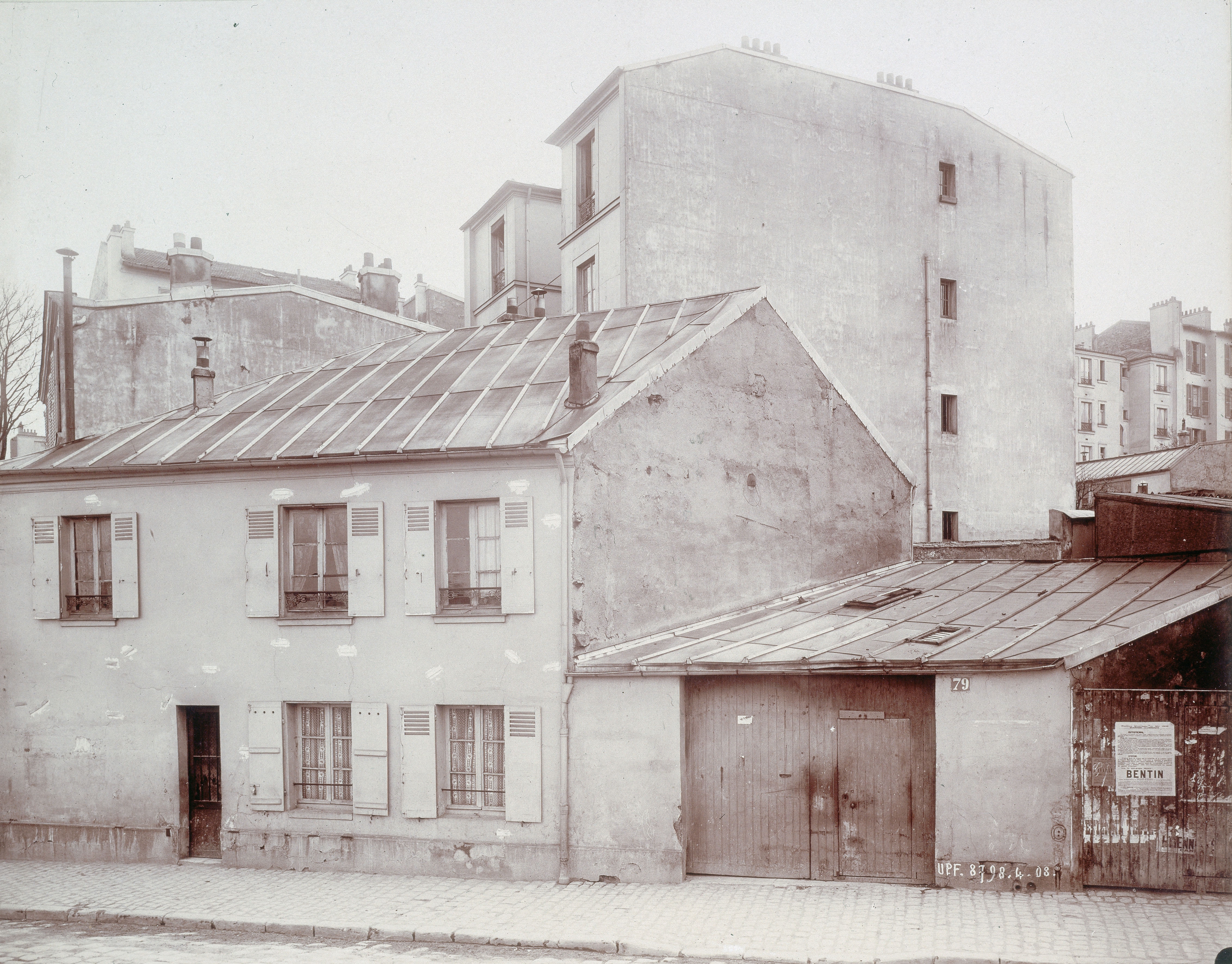
N° 79 en 1908.
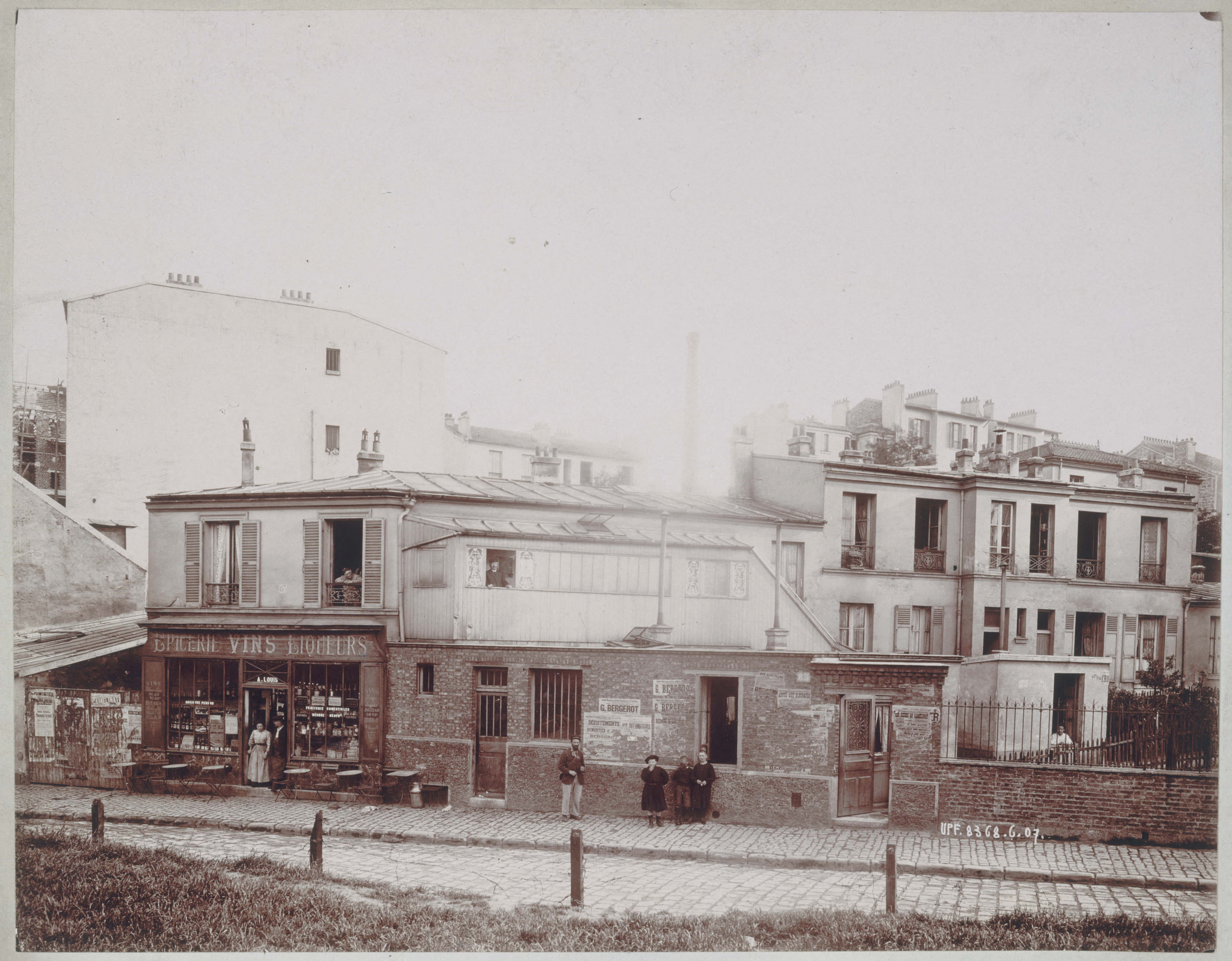
N° 81 en 1907.

## Bâtiments remarquables et lieux de mémoire
- Le regard des Maussins est situé au début du boulevard, côté droite dans l'angle avec la porte des Lilas.
- Le terrain entre l'allée Marius-Barroux et l'hôpital Robert-Debré sur le côté droit est occupé par le réservoir des Lilas.
- Église de Marie-Médiatrice-de-Toutes-les-Grâces.
- La station de métro Haxo, qui n'a jamais été mise en service, se trouve au-dessous du carrefour avec la rue Haxo, la rue des Bois, et le boulevard d'Algérie.
- La Cité de la musique.
- Le Zénith.
- Une fontaine Wallace.
- No 18 : bâtiment des Archives départementales de Paris, accessible par l'allée Marius-Barroux.
- No 44 : accès au jardin Notre-Dame-de-Fatima.
- No 48 : hôpital Robert-Debré.

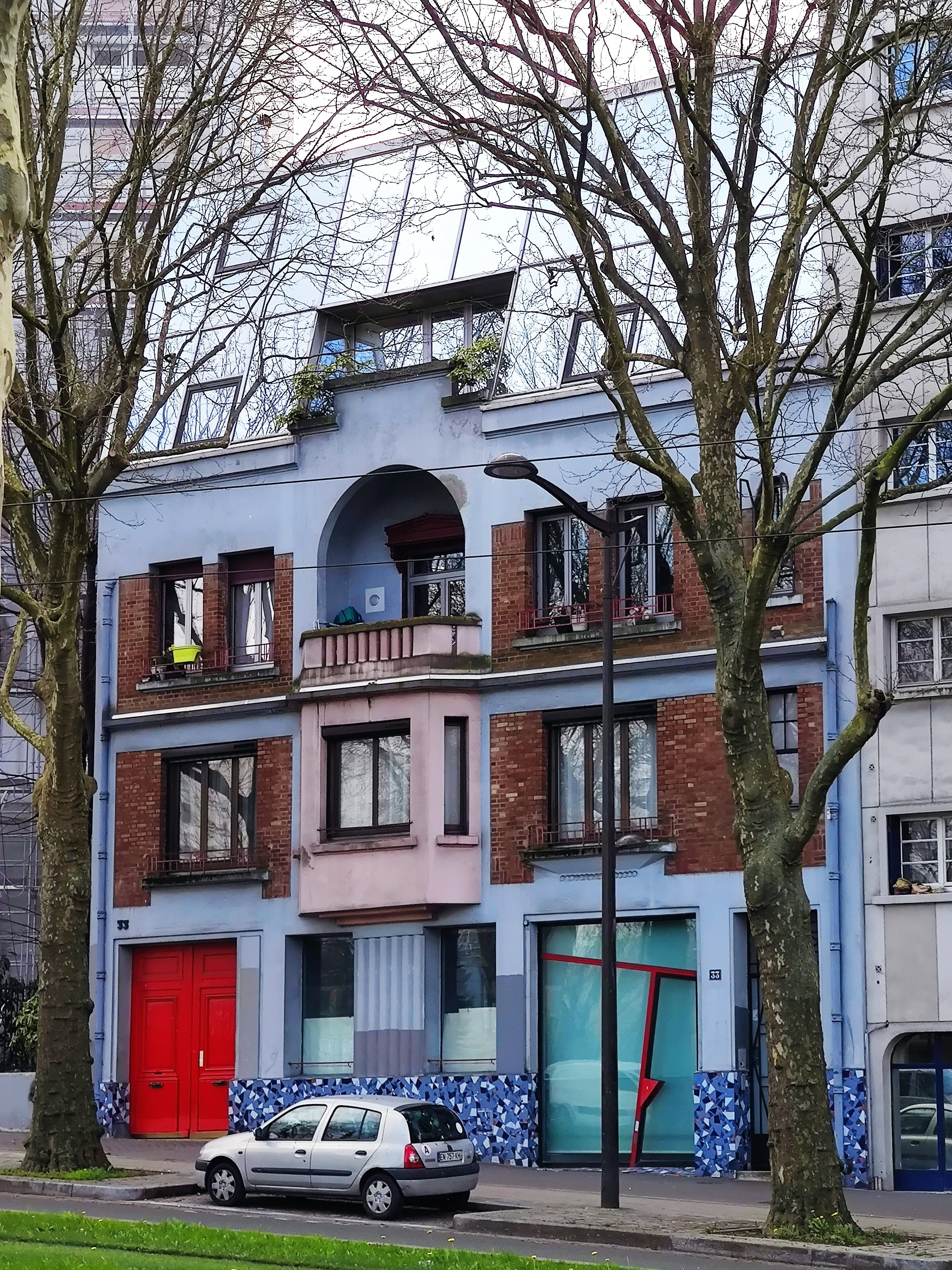
No 33.
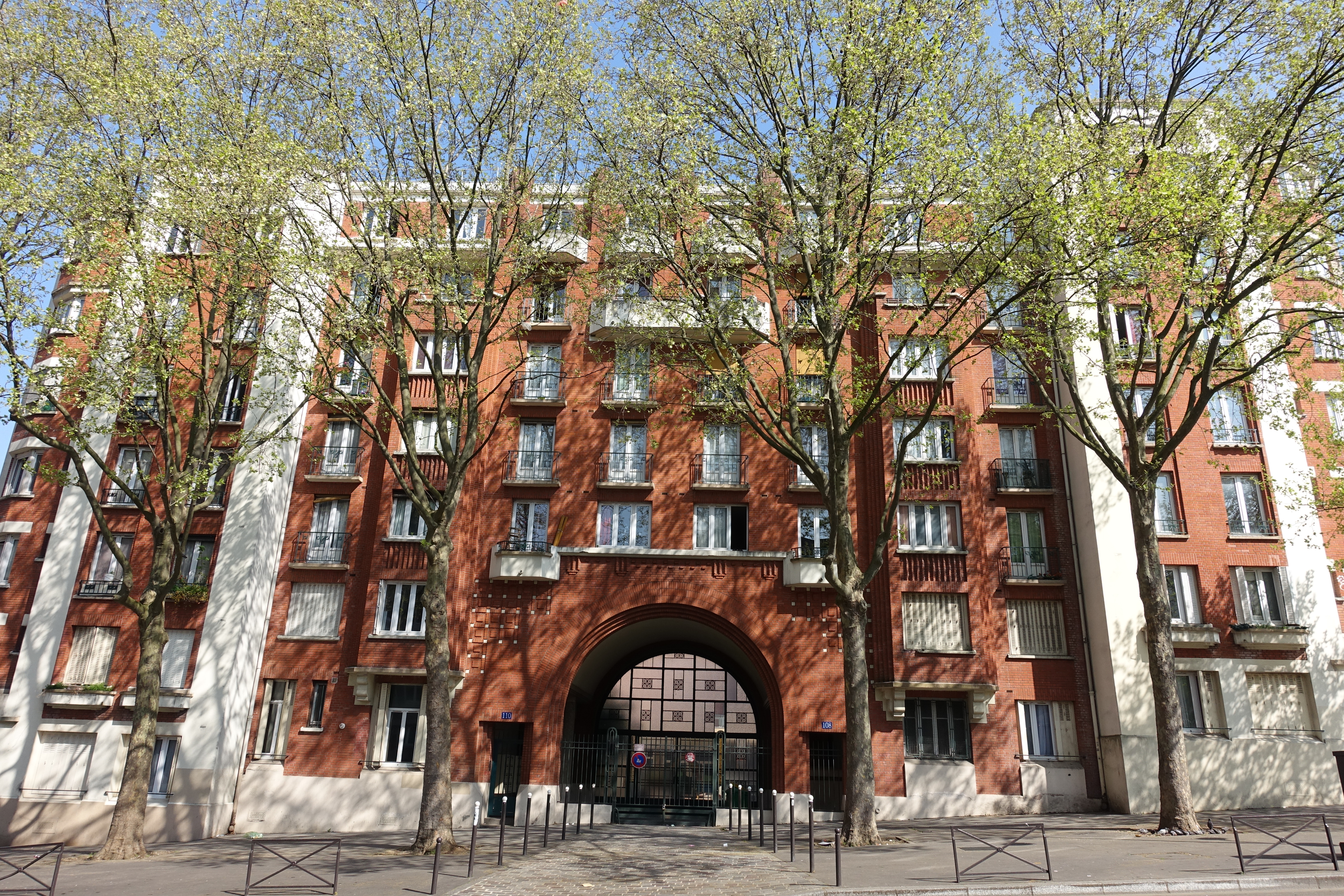
No 108.
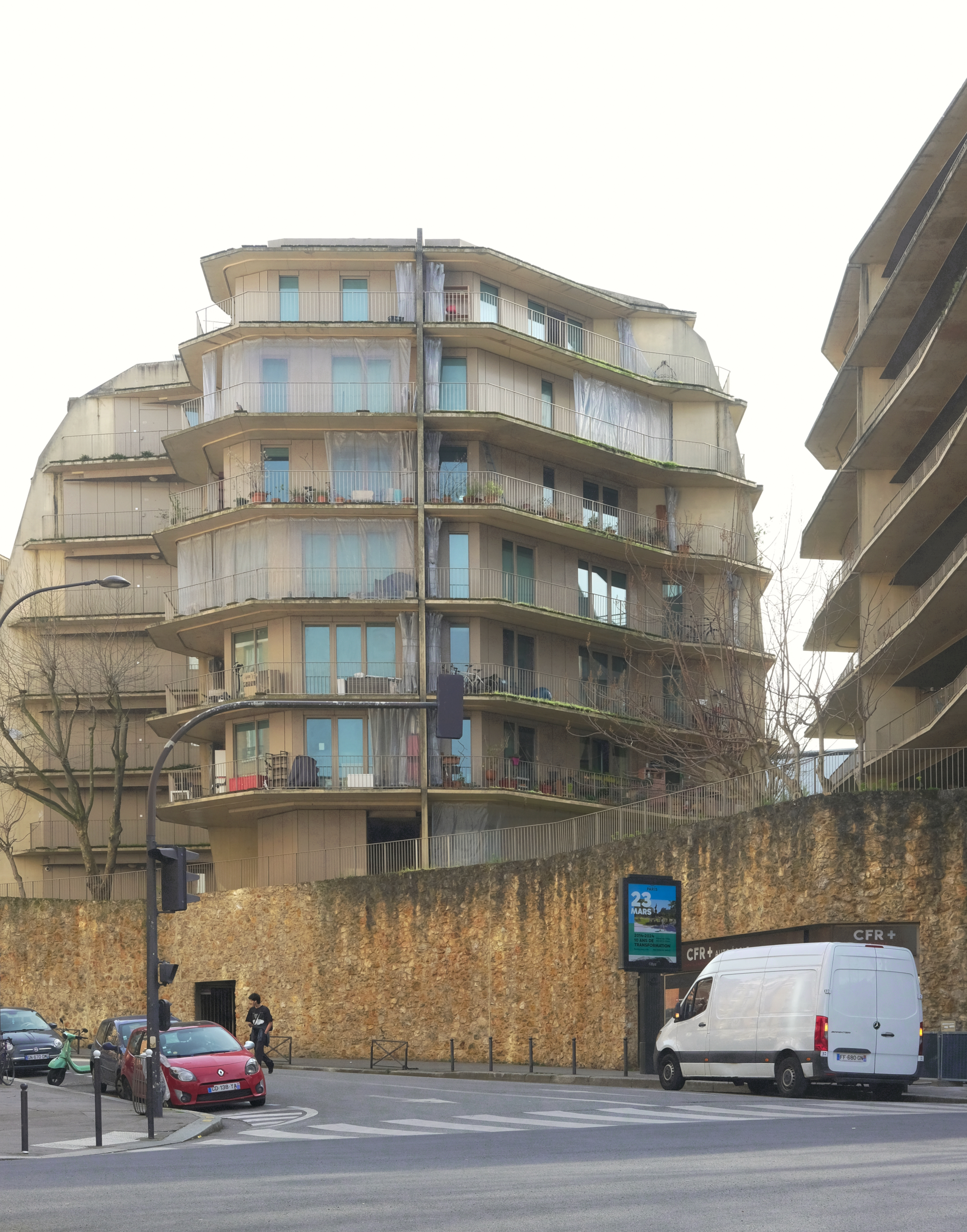
Immeubles du No 123.
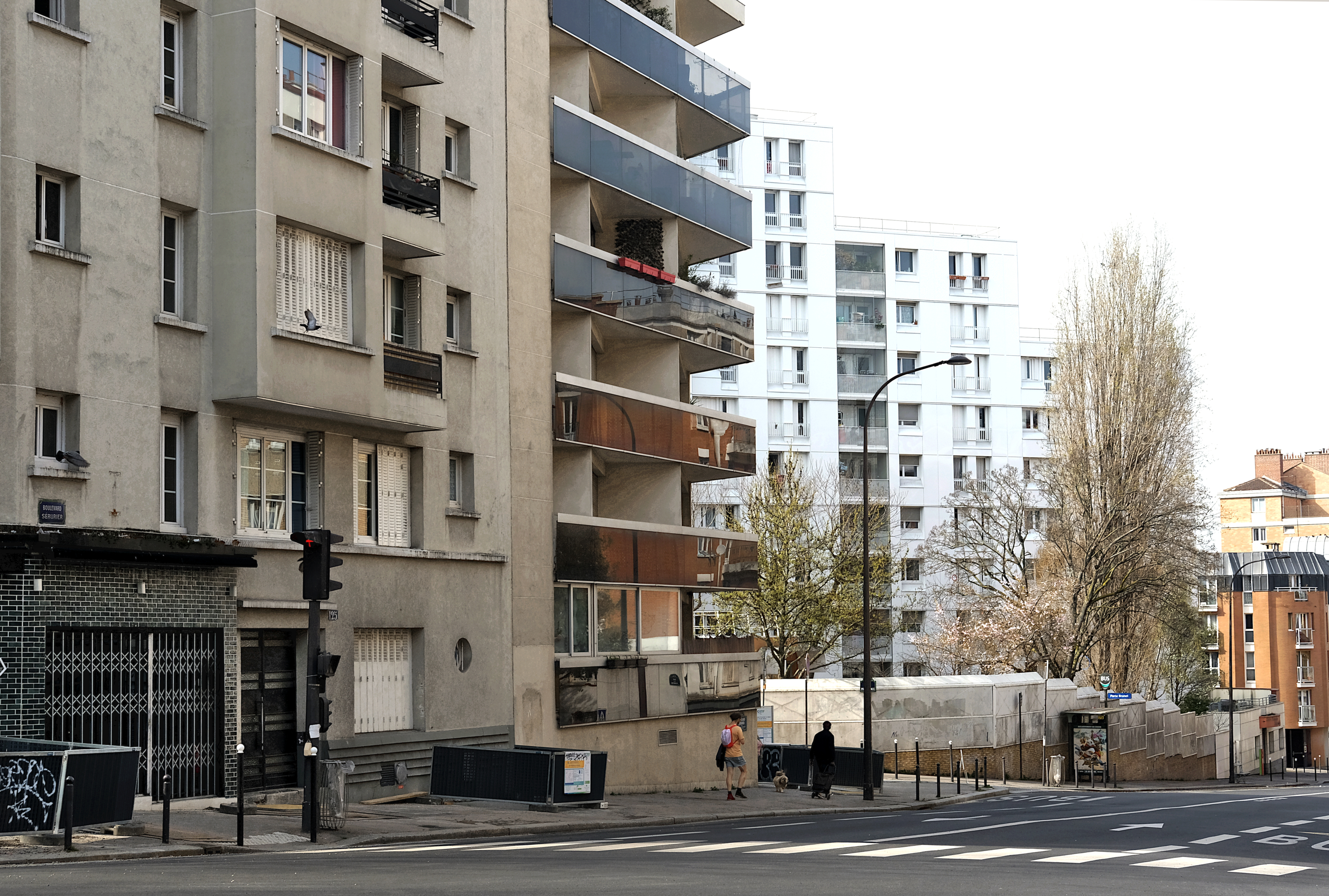
Immeuble du No 125.
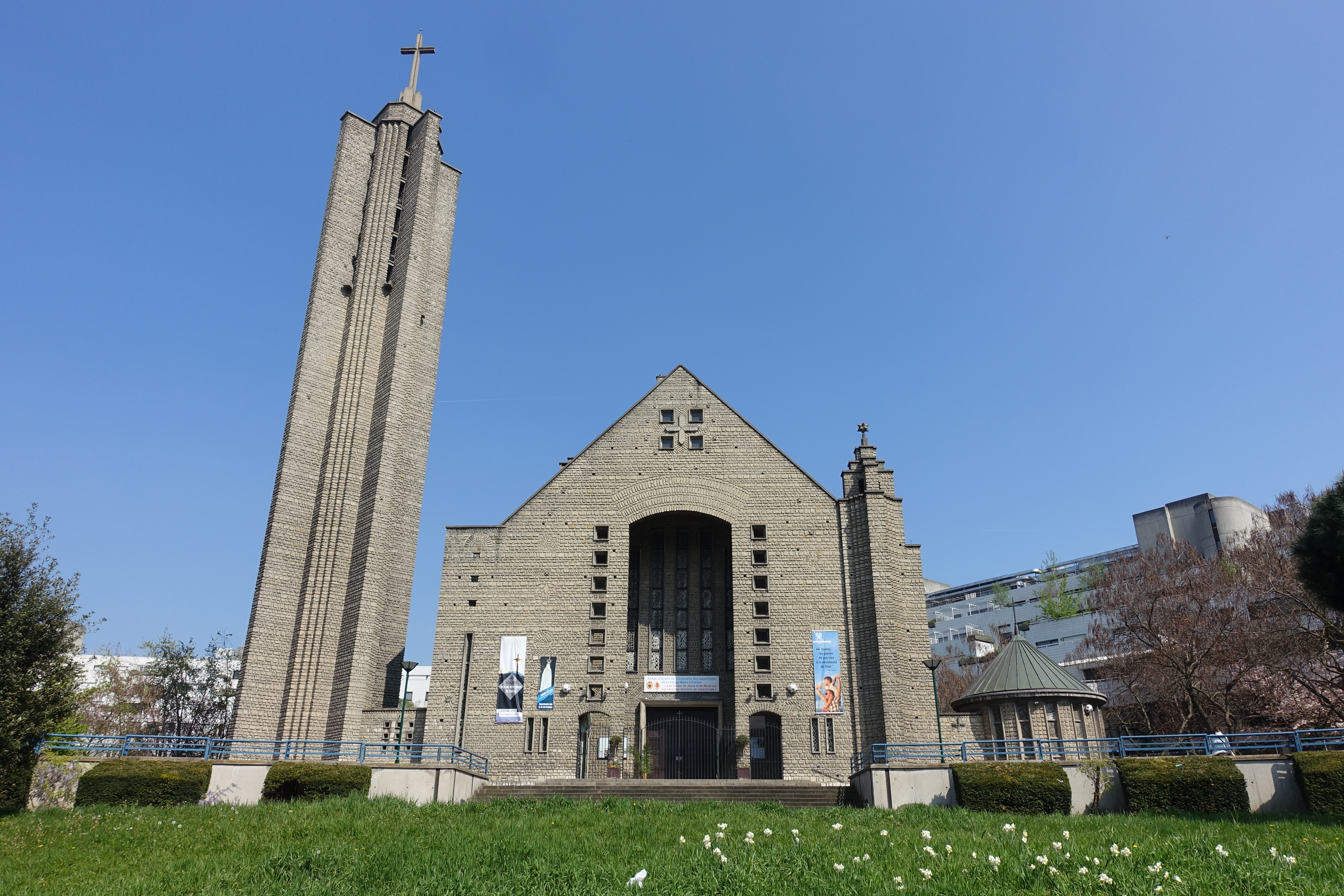
Église Notre-Dame-de-Fatima.
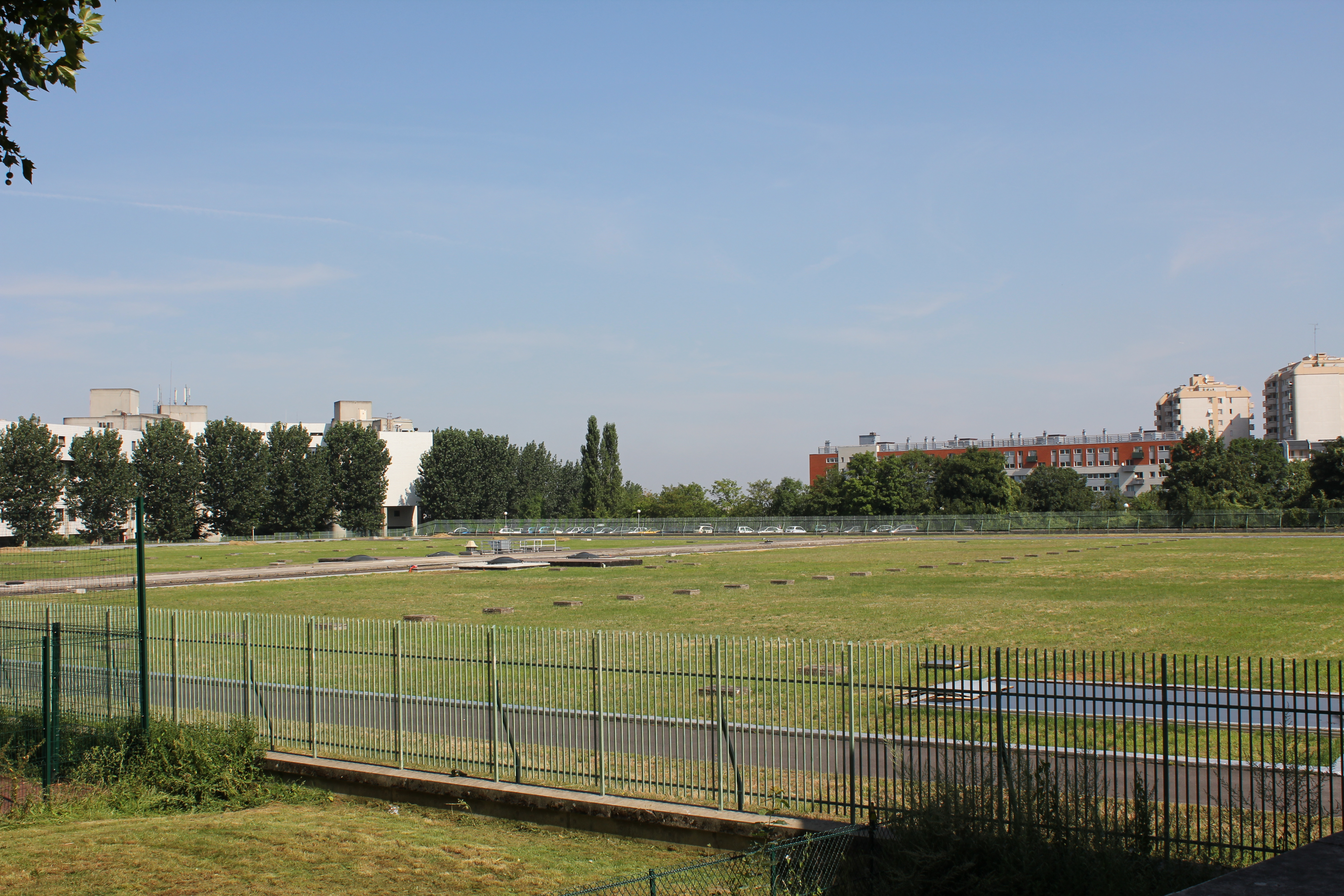
Réservoir des Lilas.
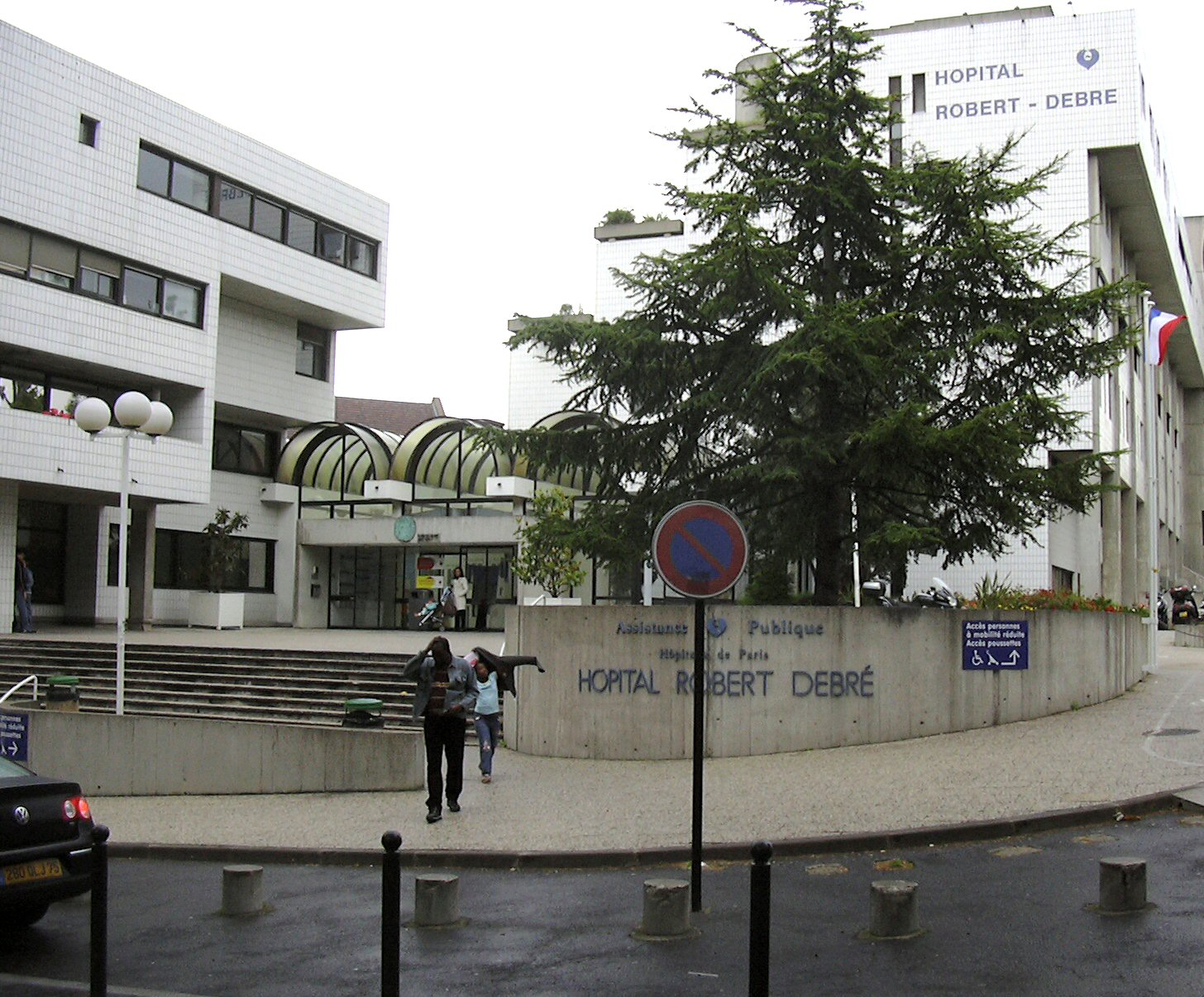
Hôpital Robert-Debré.